# Джун-Парк (Флорида)
Джун-Парк (англ. June Park) — переписна місцевість (CDP) в США, в окрузі Бревард штату Флорида. Населення — 4283 особи (2020).

## Географія
Джун-Парк розташований за координатами 28°4′15″ пн. ш. 80°41′11″ зх. д. / 28.07083° пн. ш. 80.68639° зх. д. (28.070943, -80.686259).  За даними Бюро перепису населення США в 2010 році переписна місцевість мала площу 8,79 км², уся площа — суходіл. В 2017 році площа становила 7,84 км², з яких 7,83 км² — суходіл та 0,01 км² — водойми.

## Демографія
Згідно з переписом 2010 року, у переписній місцевості мешкали 4094 особи в 1683 домогосподарствах у складі 1161 родини. Густота населення становила 466 осіб/км².  Було 1853 помешкання (211/км²).
Расовий склад населення:
| - 92,8 % — білих - 1,4 % — азіатів - 1,2 % — чорних або афроамериканців - 0,6 % — корінних американців - 1,0 % — осіб інших рас |

До двох чи більше рас належало 2,9 %. Частка іспаномовних становила 5,2 % від усіх жителів.
За віковим діапазоном населення розподілялося таким чином: 17,9 % — особи молодші 18 років, 63,6 % — особи у віці 18—64 років, 18,5 % — особи у віці 65 років та старші. Медіана віку мешканця становила 47,3 року. На 100 осіб жіночої статі у переписній місцевості припадало 102,4 чоловіків;  на 100 жінок у віці від 18 років та старших — 102,8 чоловіків також старших 18 років.
Середній дохід на одне домашнє господарство  становив 70 006 доларів США (медіана — 56 377), а середній дохід на одну сім'ю — 82 651 долар (медіана — 67 031). Медіана доходів становила 50 080 доларів для чоловіків та 36 433 долари для жінок. За межею бідності перебувало 8,6 % осіб, у тому числі 2,6 % дітей у віці до 18 років та 8,2 % осіб у віці 65 років та старших.
Цивільне працевлаштоване населення становило 2225 осіб. Основні галузі зайнятості: роздрібна торгівля — 18,7 %, освіта, охорона здоров'я та соціальна допомога — 16,8 %, виробництво — 12,8 %, будівництво — 12,0 %.